# Ctenucha subsemistria
Ctenucha subsemistria är en fjärilsart som beskrevs av Embrik Strand 1915. Ctenucha subsemistria ingår i släktet Ctenucha och familjen björnspinnare. Inga underarter finns listade i Catalogue of Life.